# Explosión minera de Heilongjiang de 2009

Ubicación de la provincia de Heilongjiang dentro de China.

La explosión minera de Heilongjiang de 2009 es un accidente en una mina subterránea que ocurrió el sábado 21 de noviembre de 2009, en cercanías de la localidad china de Hegang, ubicada en la nororiental provincia de Heilongjiang (Heilungkiang). Inicialmente se confirmó la muerte de 87 personas, cifra que ascendió progresivamente hasta  108; 21 personas quedaron atrapadas en la mina, aproximadamente a 500 metros bajo la superficie, y otros 29 heridos fueron hospitalizados.
La explosión tuvo lugar en la mina de carbón de Xinxing a las 2:30 (hora local) de la madrugada del sábado 21 de noviembre (las 18:30 UTC del día anterior) cuando se cree que se hallaban unas 528 personas en el foso de la mina, de los cuales unos 420 fueron rescatados, aunque un funcionario oficial chino manifestó que los esfuerzos de rescate estaban siendo impedidos por el gas y los escombros provenientes de los túneles colapsados. El saldo de muertos hace de este el peor accidente de este tipo en la historia reciente de China.

## Operativo de rescate a los sobrevivientes
El vice primer ministro chino Zhang Dejiang visitó personalmente el lugar durante la tarde del mismo día 21, para inspeccionar los esfuerzos de rescate, mientras que se dice que tanto el Presidente Hu Jintao como el premier Wen Jiabao “dieron instrucciones sobre los trabajos de rescate”. Naturalmente, ambos también expresaron sus condolencias por los fallecidos. Mientras tanto, el gobernador de la provincia de Heilongjiang hizo un llamado a favor de incrementar los niveles de seguridad en las minas chinas. y la oficina provincial de seguridad en el trabajo prometió acelerar su programa de reforma minera.
La televisión estatal china (CCTV) había inicialmente informado que el saldo de fallecidos era de “sólo” 31. Posteriormente reportó que el número de muertos se había más que duplicado durante la noche debido a condiciones de frío extremo.
Las esperanzas para aquellos aún atrapados bajo tierra se han estado desvaneciendo; no obstante, un funcionario chino afirmó que el esfuerzo realizado al respecto aún es denominado “operación de rescate”.
Por su lado, el director del hospital general de Hegang, donde están siendo tratados los supervivientes, le dijo a la presa estatal china que “la mayoría de los heridos están sufriendo de heridas compuestas, como afecciones respiratorias, huesos rotos y envenenamiento por gas”.

## Posibles causas
La explosión en sí, que se especula fue causada por la acumulación subterránea de gases, fue tan potente que pudo ser escuchada a unos 10 kilómetros del epicentro de la misma, además de que varios edificios cercanos resultados dañados, entre ellos uno -próximo a la mina- cuyo techo fue volado.
Como resultado del accidente, se ha informado que el director, su segundo y el ingeniero principal de la compañía minera han sido removidos de sus puestos. Por su parte, la fiscalía nacional china está investigando la posibilidad de que haya existido negligencia criminal como responsable del desastre. Los medios estatales chinos informaron el 23 de noviembre de 2009 que una investigación [premiminar] había concluido que la pobre gestión había sido la responsable del incidente. Ese mismo día los familiares de los fallecidos afirmaron que los funcionarios no los habían notificado del accidente.
La mina en cuestión, cercana a la frontera con Rusia, es propiedad de la empresa estatal Heilongjiang Longmei Mining Holding Group, abierta inicialmente en 1917, la cual produce unas 12 millones de toneladas de carbón por año.